# Tour de Dubai 2015
La 2.ª edición del Tour de Dubai se celebró entre el 4 y el 7 de febrero en el emirato de Dubái.
La carrera formó parte de calendario UCI Asia Tour 2015 en su máxima categoría 2.HC.
El ganador de la clasificación final fue Mark Cavendish que además ganó el maillot rojo de la clasificación por puntos y obtuvo dos victorias de etapa. Le acompañaron en el podio John Degenkolb (vencedor de una etapa) y Juan José Lobato, respectivamente. 
En las clasificaciones secundarias se impusieron Alessandro Bazzana (sprints intermedios) y Michael Valgren (jóvenes).

## Equipos participantes
La lista de equipos que fue anunciada por la organización el 28 de diciembre de 2014, tomaron parte en la carrera 16 equipos. 10 de categoría UCI ProTeam; 4 equipos de categoría Profesional Continental; el único equipo local de categoría Continental del Sky Dive Dubai; y una selección nacional formada por corredores emitaríes. Formando así un pelotón de 128 ciclistas de los que acabaron 120.
| Equipo                          | Cód. UCI | Categoría               | Jefe de filas      |
| ------------------------------- | -------- | ----------------------- | ------------------ |
| AG2R La Mondiale                | ALM      | UCI ProTeam             | Johan Vansummeren  |
| Astana Pro Team                 | AST      | UCI ProTeam             | Vincenzo Nibali    |
| BMC Racing Team                 | BMC      | UCI ProTeam             | Philippe Gilbert   |
| Etixx-Quick Step                | EQS      | UCI ProTeam             | Mark Cavendish     |
| Team Katusha                    | KAT      | UCI ProTeam             | Joaquim Rodríguez  |
| Lampre-Merida                   | LAM      | UCI ProTeam             | Filippo Pozzato    |
| Movistar Team                   | MOV      | UCI ProTeam             | Alejandro Valverde |
| Team Sky                        | SKY      | UCI ProTeam             | Ian Boswell        |
| Team Giant-Alpecin              | TGA      | UCI ProTeam             | John Degenkolb     |
| Tinkoff-Saxo                    | TCS      | UCI ProTeam             | Robert Kiserlovski |
| Bardiani-CSF Pro Team           | BAR      | Profesional Continental | Enrico Battaglin   |
| CCC Sprandi Polkowice           | CCC      | Profesional Continental | Grega Bole         |
| Team Novo Nordisk               | TNN      | Profesional Continental | Kevin de Mesmaeker |
| UnitedHealthcare Professional   | UHC      | Profesional Continental | Janez Brajkovič    |
| Sky Dive Dubai Pro Cycling Team | BUR      | Continental             | Francisco Mancebo  |
| Emiratos Árabes Unidos          | UAE      | Selección Nacional      |                    |

## Etapas
El Tour de Dubái dispuso de cuatro etapas para un total de 663 kilómetros. Todas las etapas tuvieron salida y llegada en Dubái a excepción de la tercera que finalizó en Hatta, además de ser la etapa más larga con 205 km fue la etapa reina al finalizar en un repecho de 2,65 km y 9% de pendiente media. El resto de las etapas fueron completamente llanas.
| Etapa     | Fecha        | Recorrido                    | km  | Ganador        | Líder          |
| --------- | ------------ | ---------------------------- | --- | -------------- | -------------- |
| 1.ª etapa | 4 de febrero | Dubai-Dubái                  | 145 | Mark Cavendish | Mark Cavendish |
| 2.ª etapa | 5 de febrero | Dubai-Dubái (Palma Jumeirah) | 185 | Elia Viviani   | Mark Cavendish |
| 3.ª etapa | 6 de febrero | Dubái-Hatta                  | 205 | John Degenkolb | John Degenkolb |
| 4.ª etapa | 7 de febrero | Dubai-Dubái (Burj Khalifa)   | 128 | Mark Cavendish | Mark Cavendish |

## Desarrollo de la carrera

### Etapa 1

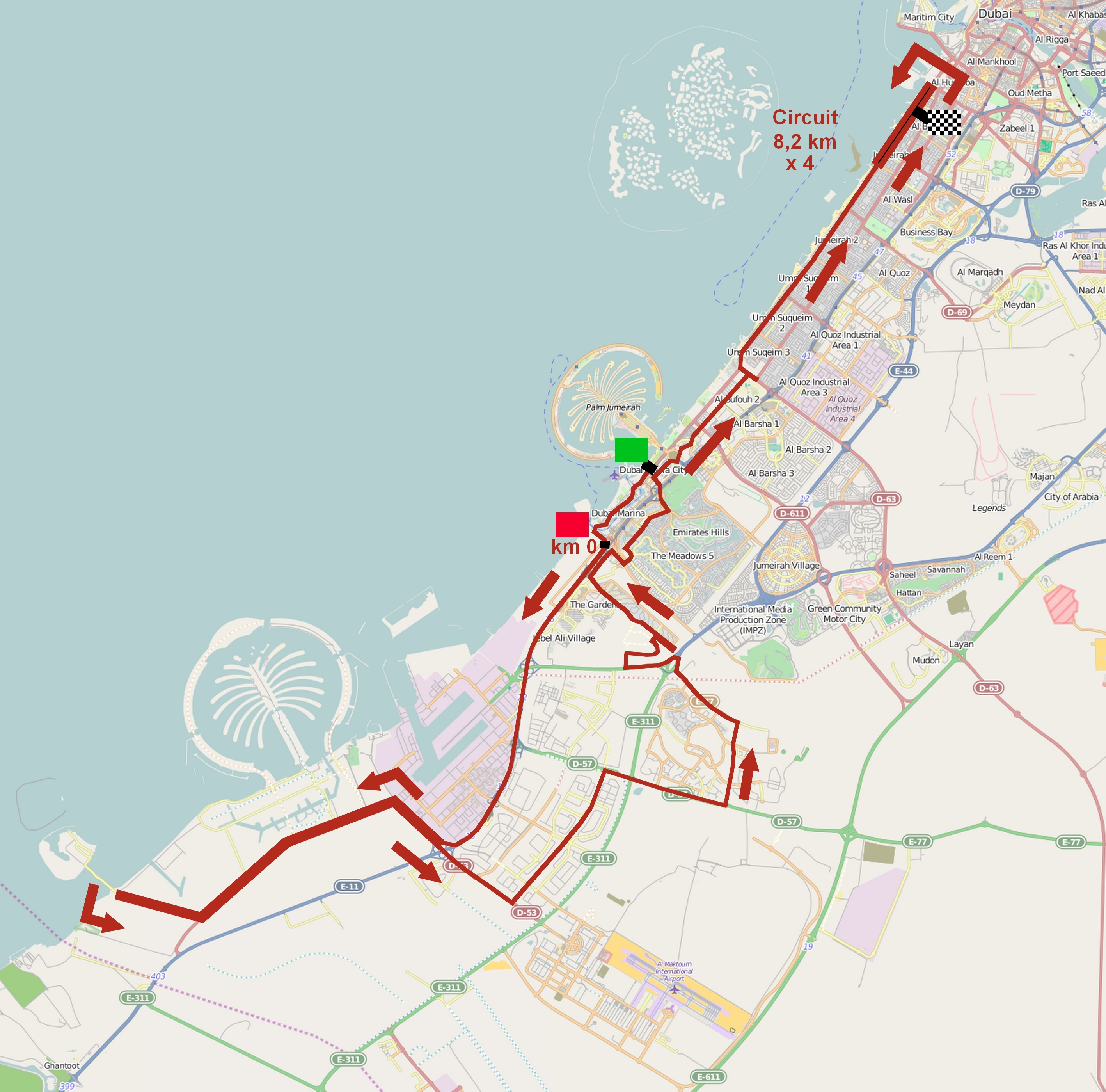
Recorrido 1.ª etapa

Los resultados de la primera etapa fueron:
|   | Ciclista         | Equipo           | Tiempo     |
| - | ---------------- | ---------------- | ---------- |
| 1 | Mark Cavendish   | Etixx-Quick Step | 3 h 25 min |
| 2 | Andrea Guardini  | Astana           | m.t.       |
| 3 | Elia Viviani     | Sky              | m.t.       |
| 4 | Alexander Porsev | Katusha          | m.t.       |
| 5 | Juan José Lobato | Movistar         | m.t.       |

|   | Ciclista         | Equipo           | Tiempo     |
| - | ---------------- | ---------------- | ---------- |
| 1 | Mark Cavendish   | Etixx-Quick Step | 3 h 25 min |
| 2 | Andrea Guardini  | Astana           | a 4 s      |
| 3 | Elia Viviani     | Sky              | a 6 s      |
| 4 | Alexander Porsev | Katusha          | a 10 s     |
| 5 | Juan José Lobato | Movistar         | m.t.       |

### Etapa 2

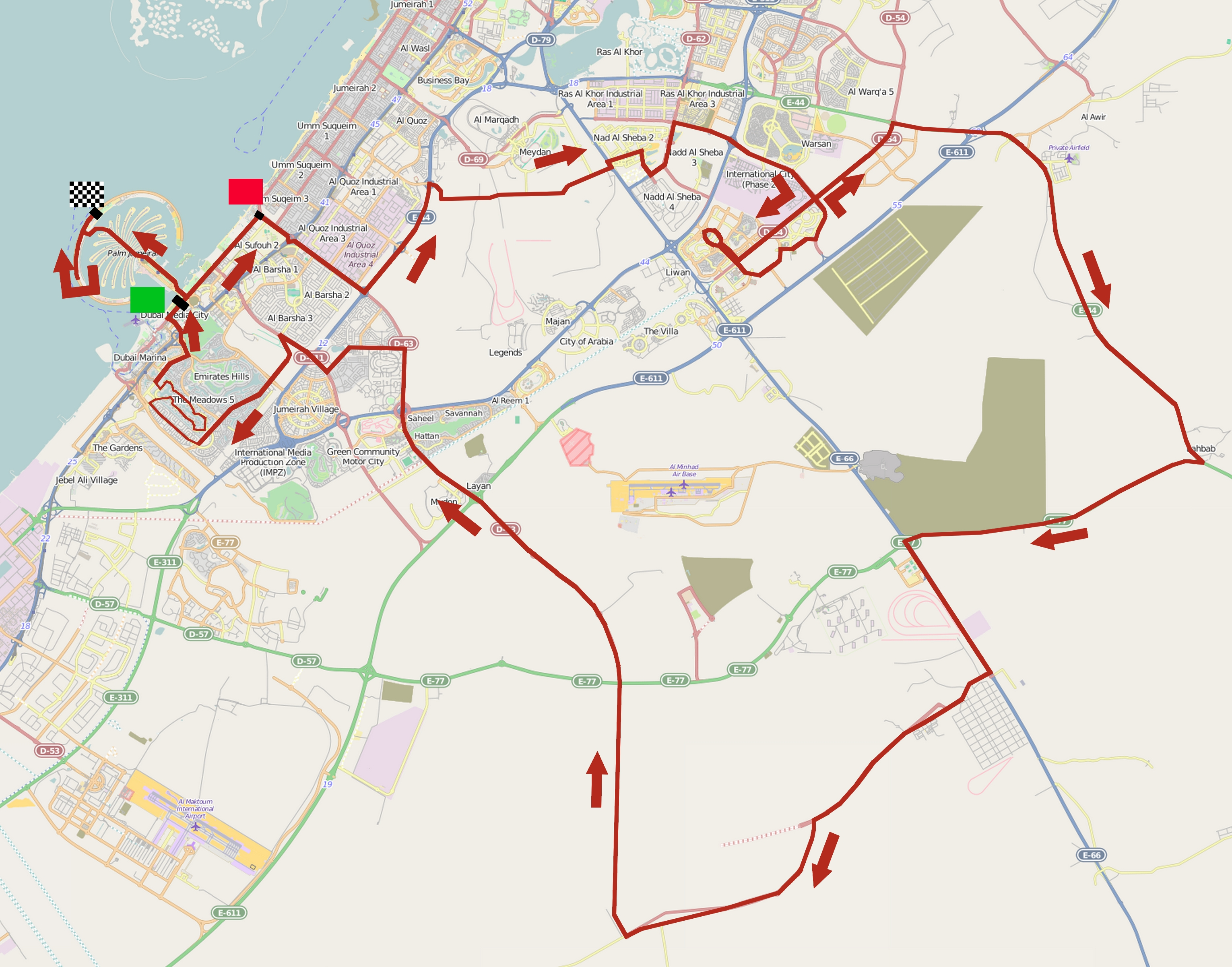
Recorrido 2.ª etapa

Los resultados de la segunda etapa fueron:
|   | Ciclista         | Equipo           | Tiempo          |
| - | ---------------- | ---------------- | --------------- |
| 1 | Elia Viviani     | Sky              | 4 h 29 min 59 s |
| 2 | Mark Cavendish   | Etixx-Quick Step | m.t.            |
| 3 | Andrea Guardini  | Astana           | m.t.            |
| 4 | Alexander Porsev | Katusha          | m.t.            |
| 5 | Andrea Palini    | Sky Dive Dubai   | m.t.            |

|   | Ciclista        | Equipo           | Tiempo          |
| - | --------------- | ---------------- | --------------- |
| 1 | Mark Cavendish  | Etixx-Quick Step | 7 h 54 min 43 s |
| 2 | Elia Viviani    | Sky              | a 2 s           |
| 3 | Andrea Guardini | Astana           | a 6 s           |
| 4 | Davide Frattini | UnitedHealthcare | a 11 s          |
| 5 | Ben Swift       | Sky              | a 13 s          |

### Etapa 3
Los resultados de la tercera etapa fueron:

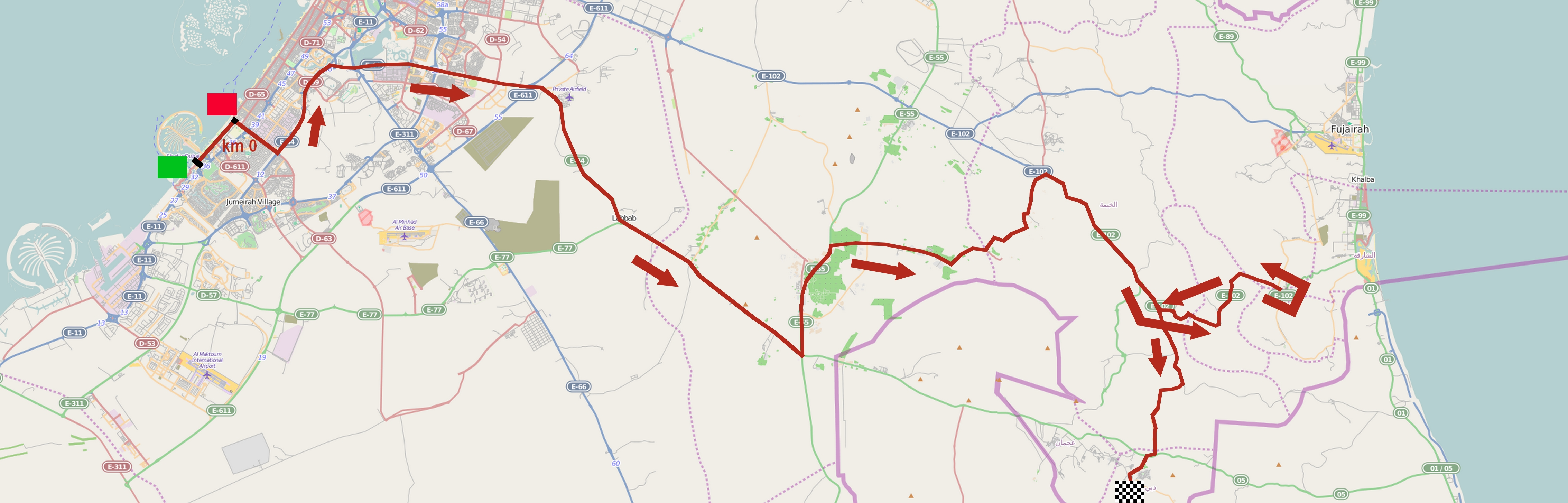
Recorrido 3.ª etapa

|   | Ciclista           | Equipo           | Tiempo          |
| - | ------------------ | ---------------- | --------------- |
| 1 | John Degenkolb     | Giant-Alpecin    | 4 h 50 min 40 s |
| 2 | Alejandro Valverde | Movistar         | a 2 s           |
| 3 | Juan José Lobato   | Movistar         | m.t.            |
| 4 | Filippo Pozzato    | Lampre-Merida    | m.t             |
| 5 | Marco Canola       | UnitedHealthcare | m.t             |

|   | Ciclista           | Equipo           | Tiempo           |
| - | ------------------ | ---------------- | ---------------- |
| 1 | John Degenkolb     | Giant-Alpecin    | 12 h 45 min 29 s |
| 2 | Mark Cavendish     | Etixx-Quick Step | a 4 s            |
| 3 | Alejandro Valverde | Movistar         | a 6 s            |
| 4 | Juan José Lobato   | Movistar         | a 8 s            |
| 5 | Alessandro Bazzana | UnitedHealthcare | a 11 s           |

### Etapa 4
Los resultados de la cuarta etapa fueron:

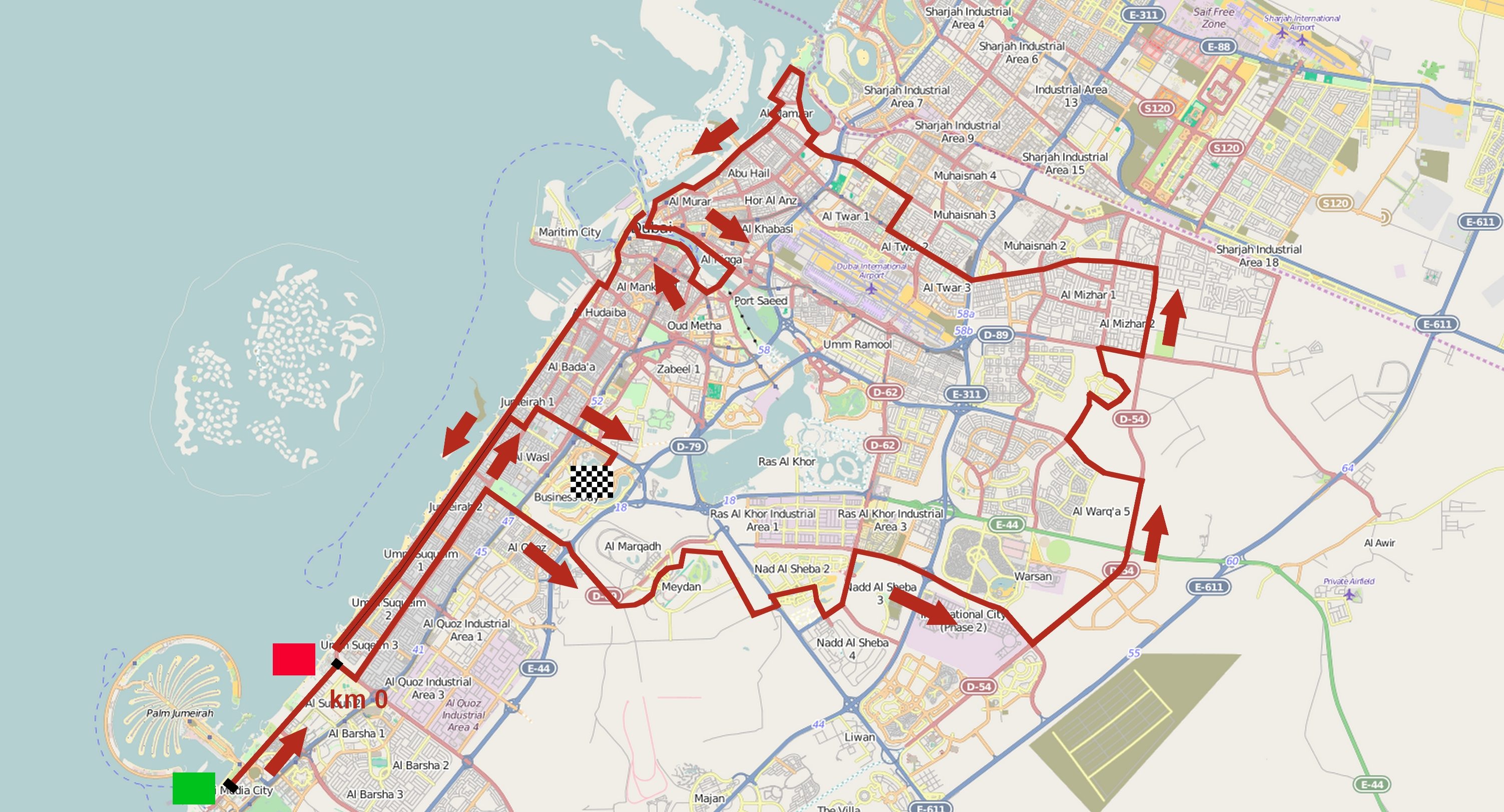
Recorrido 4.ª etapa

|   | Ciclista         | Equipo           | Tiempo          |
| - | ---------------- | ---------------- | --------------- |
| 1 | Mark Cavendish   | Etixx-Quick Step | 2 h 37 min 15 s |
| 2 | Elia Viviani     | Sky              | m.t.            |
| 3 | Juan José Lobato | Movistar         | m.t.            |
| 4 | Ben Swift        | Sky              | m.t.            |
| 5 | Andrea Guardini  | Astana           | m.t.            |

|   | Ciclista           | Equipo           | Tiempo           |
| - | ------------------ | ---------------- | ---------------- |
| 1 | Mark Cavendish     | Etixx-Quick Step | 15 h 22 min 38 s |
| 2 | John Degenkolb     | Giant-Alpecin    | a 6 s            |
| 3 | Juan José Lobato   | Movistar         | a 10 s           |
| 4 | Alejandro Valverde | Movistar         | a 12 s           |
| 5 | Marco Canola       | UnitedHealthcare | a 14 s           |

## Clasificaciones

### Clasificación general
| Posición | Ciclista           | Equipo                | Tiempo           |
| -------- | ------------------ | --------------------- | ---------------- |
|          | Mark Cavendish     | Etixx-Quick Step      | 15 h 22 min 38 s |
| 2.º      | John Degenkolb     | Giant-Alpecin         | a 6 s            |
| 3.º      | Juan José Lobato   | Movistar              | a 10 s           |
| 4.º      | Alejandro Valverde | Movistar              | a 12 s           |
| 5.º      | Marco Canola       | UnitedHealthcare      | a 14 s           |
| 6.º      | Alessandro Bazzana | UnitedHealthcare      | a 17 s           |
| 7.º      | Grega Bole         | CCC Sprandi Polkowice | a 18 s           |
| 8.º      | Philippe Gilbert   | BMC Racing            | m.t.             |
| 9.º      | Manuele Boaro      | Tinkoff-Saxo          | m.t.             |
| 10.º     | Filippo Pozzato    | Lampre-Merida         | m.t.             |

### Clasificación por puntos
| Posición | Ciclista         | Equipo           | Puntos |
| -------- | ---------------- | ---------------- | ------ |
|          | Mark Cavendish   | Etixx-Quick Step | 56     |
| 2.º      | Elia Viviani     | Sky              | 48     |
| 3.º      | Andrea Guardini  | Astana           | 35     |
| 4.º      | Juan José Lobato | Movistar         | 31     |
| 5.º      | John Degenkolb   | Giant-Alpecin    | 27     |

### Clasificación de los sprints
| Posición | Ciclista           | Equipo           | Puntos |
| -------- | ------------------ | ---------------- | ------ |
|          | Alessandro Bazzana | UnitedHealthcare | 25     |
| 2.º      | Manuele Boaro      | Tinkoff-Saxo     | 21     |
| 3.º      | Davide Frattini    | UnitedHealthcare | 13     |
| 4.º      | Marco Canola       | UnitedHealthcare | 10     |
| 5.º      | Rafaâ Chtioui      | Sky Dive Dubai   | 9      |

### Clasificación de los jóvenes
| Posición | Ciclista        | Equipo        | Tiempo          |
| -------- | --------------- | ------------- | --------------- |
|          | Michael Valgren | Tinkoff-Saxo  | 15 h 23 min 4 s |
| 2.º      | Ilia Koshevoy   | Lampre-Merida | m.t.            |
| 3.º      | Ian Boswell     | Sky           | m.t.            |
| 4.º      | Rick Zabel      | BMC Racing    | a 30 s          |
| 5.º      | Alexey Lutsenko | Astana        | a 42 s          |

## UCI Asia Tour
El Tour de Dubái otorga puntos para el UCI Asia Tour 2015, solamente para corredores de equipos Profesional Continental y Equipos Continentales. Las siguientes tablas corresponden al baremo de puntuación y a los puntos obtenidos por cada corredor:
| Posición              | 1.º | 2.º | 3.º | 4.º | 5.º | 6.º | 7.º | 8.º | 9.º | 10.º | 11.º | 12.º | 13.º | 14.º | 15.º |
| Clasificación General | 100 | 70  | 40  | 30  | 25  | 20  | 15  | 10  | 9   | 8    | 7    | 6    | 5    | 4    | 3    |
| Por etapa             | 20  | 14  | 8   | 7   | 6   | 5   | 4   | 2   |     |      |      |      |      |      |      |
| Líder, por etapa      | 10  |     |     |     |     |     |     |     |     |      |      |      |      |      |      |

| Ciclista           | Equipo                        | General | Etapa | Líder | Total |
| ------------------ | ----------------------------- | ------- | ----- | ----- | ----- |
| Marco Canola       | UnitedHealthcare Professional | 25      | 6     | -     | 31    |
| Alessandro Bazzana | UnitedHealthcare Professional | 20      | -     | -     | 20    |
| Grega Bole         | CCC Sprandi Polkowice         | 15      | 4     | -     | 19    |
| Andrea Palini      | Sky Dive Dubai                | -       | 10    | -     | 10    |
| Daniele Ratto      | UnitedHealthcare Professional | -       | 9     | -     | 9     |
| Edgar Pinto        | Sky Dive Dubai                | 7       | -     | -     | 7     |
| Enrico Battaglin   | Bardiani CSF                  | 5       | -     | -     | 5     |
| Martijn Verschoor  | Novo Nordisk                  | -       | 4     | -     | 4     |
| Paolo Simion       | Bardiani CSF                  | -       | 2     | -     | 2     |

## Evolución de las clasificaciones
| Etapa (Vencedor)           | Clasificación general | Clasificación por puntos | Clasificación de los sprints | Clasificación de los jóvenes |
| -------------------------- | --------------------- | ------------------------ | ---------------------------- | ---------------------------- |
| 1.ª etapa (Mark Cavendish) | Mark Cavendish        | Mark Cavendish           | Ben Swift                    | Paolo Simion                 |
| 2.ª etapa (Elia Viviani)   | Mark Cavendish        | Mark Cavendish           | Davide Frattini              | Paolo Simion                 |
| 3.ª etapa (John Degenkolb) | John Degenkolb        | Mark Cavendish           | Alessandro Bazzana           | Michael Valgren              |
| 4.ª etapa (Mark Cavendish) | Mark Cavendish        | Mark Cavendish           | Alessandro Bazzana           | Michael Valgren              |
| Final                      | Mark Cavendish        | Mark Cavendish           | Alessandro Bazzana           | Michael Valgren              |